# Delia angustifrons
Delia angustifrons este o specie de muște din genul Delia, familia Anthomyiidae. A fost descrisă pentru prima dată de Johann Wilhelm Meigen în anul 1826. Conform Catalogue of Life specia Delia angustifrons nu are subspecii cunoscute.